# Ulica Morsztynowska w Krakowie
Ulica Morsztynowska – ulica w Krakowie, w dzielnicy I Stare Miasto, na Wesołej, przy zachodniej strony estakady linii kolejowej nr 91. 
Wytyczona została około 1895 r. na terenie dawnej jurydyki Morsztynowskie. Obecna nazwa obowiązuje od 1907 roku. Zabudowa ulicy pochodzi z początku XX wieku.